# 10509 Heinrichkayser
A 10509 Heinrichkayser (ideiglenes jelöléssel 1989 GD4) a Naprendszer kisbolygóövében található aszteroida. Eric Walter Elst fedezte fel 1989. április 3-án.